# Landolphia foretiana
Landolphia foretiana är en oleanderväxtart som först beskrevs av Jean Baptiste Louis Pierre och Henri Lucien Jumelle, och fick sitt nu gällande namn av Marcel Pichon. Landolphia foretiana ingår i släktet Landolphia och familjen oleanderväxter. Inga underarter finns listade i Catalogue of Life.